# Île Isié
L’île Isié est une île de Nouvelle-Calédonie appartenant administrativement à La Foa.